# Antonio del Moral García
Antonio del Moral García (1959) és un magistrat espanyol. És magistrat del Tribunal Suprem des d'abril de 2012. De perfil conservador i fe cristiana, és membre de l'Opus Dei.

## Biografia
Es va doctorar en Dret per la Universitat Complutense de Madrid. Fiscal per oposició des de 1983, va exercir aquestes funcions en el Gabinet Tècnic de la Fiscalia General de l'Estat i al Tribunal Suprem, entre altres destinacions.

### Tribunal Suprem
El febrer de 2012 va ser nomenat magistrat del Tribunal Suprem pel torn corresponent a juristes de reconeguda competència.
Professor de l'Institut d'Empresa entre 1985 i 2012, ha estat també professor de Dret Processal a la Universitat Complutense de Madrid. És autor de nombroses publicacions sobre temes i penals i ha col·laborat amb mitjans com La Razón.
Va formar part per designació del Govern de la comissió d'experts encarregada d'elaborar un esborrany de text articulat de nou Codi Processal Penal el 2012 i 2013. És un dels magistrats en el judici al procés independentista català de 2019.
Està en possessió de la Gran Creu de Sant Ramon de Penyafort.